# Podgorica (nádraží)
Podgorica (černohorsky: Подгорица) je hlavním a nejdůležitějším osobní nádražím v Podgorici, hlavním městě Černé Hory a zároveň nejvytíženější černohorskou železniční stanicí.
Nádraží se nachází v centru města na náměstí Trg golootočkih Žrtava vedle Hlavního autobusového nádraží a tvoří významný dopravní uzel celé země. Zajišťuje spojení jak s pobřežím a vnitrozemím Černé Hory, tak i se zahraničními městy.
Nejznámější spojka vedoucí přes Podgoricu, je železniční trať Bělehrad - Bar spojující Černou Horu se Srbskem. Ta slouží pro vnitrostátní dopravu, kterou umožňují z důvodu krátké vzdálenosti pouze osobní vlaky. Zmíněná trať slouží též pro dopravu mezinárodní, kterou pravidelně zajišťuje denní rychlík „Tara“ a jeden noční rychlík „Lovćen“. K roku 2013 je v sezóně ještě doplňují další dva noční rychlíky „Auto voz“ a „Panonija“. Odbočuje zde také trať do černohorského města Nikšić, která byla nedávno[kdy?] elektrizována. Na tuto trať Černohorské železnice chtějí nasadit v letošním roce[kdy?] zcela nové elektrické jednotky. Dále zde odbočuje železniční trať vedoucí do Albánie, ta je však v současnosti[kdy?] používána pouze pro nákladní dopravu. Bosna a Hercegovina získává s Podgoricou spojení, stejně jako Srbsko, prostřednictvím tratě Bělehrad - Bar, jelikož její desetikilometrová část tudy prochází a má zde několik zastávek. Nádraží je ve vlastnictví Černohorských železnic.[zdroj?]
Nádraží je hluboko pod evropskými standardy. Odbavovací hala je vybavena malou restaurací, několika novinovými stánky, malou pekárnou, lavičkami apod., avšak stáří těchto zařízení je nepopíratelné. Rozsáhlá rekonstrukce stanice je však v nedohlednu.[zdroj?]
O současném stavu příjezdů a odjezdů vlaků informuje jeden analogový překlápěcí panel. Nádraží má bezbariérový přístup.[zdroj?]

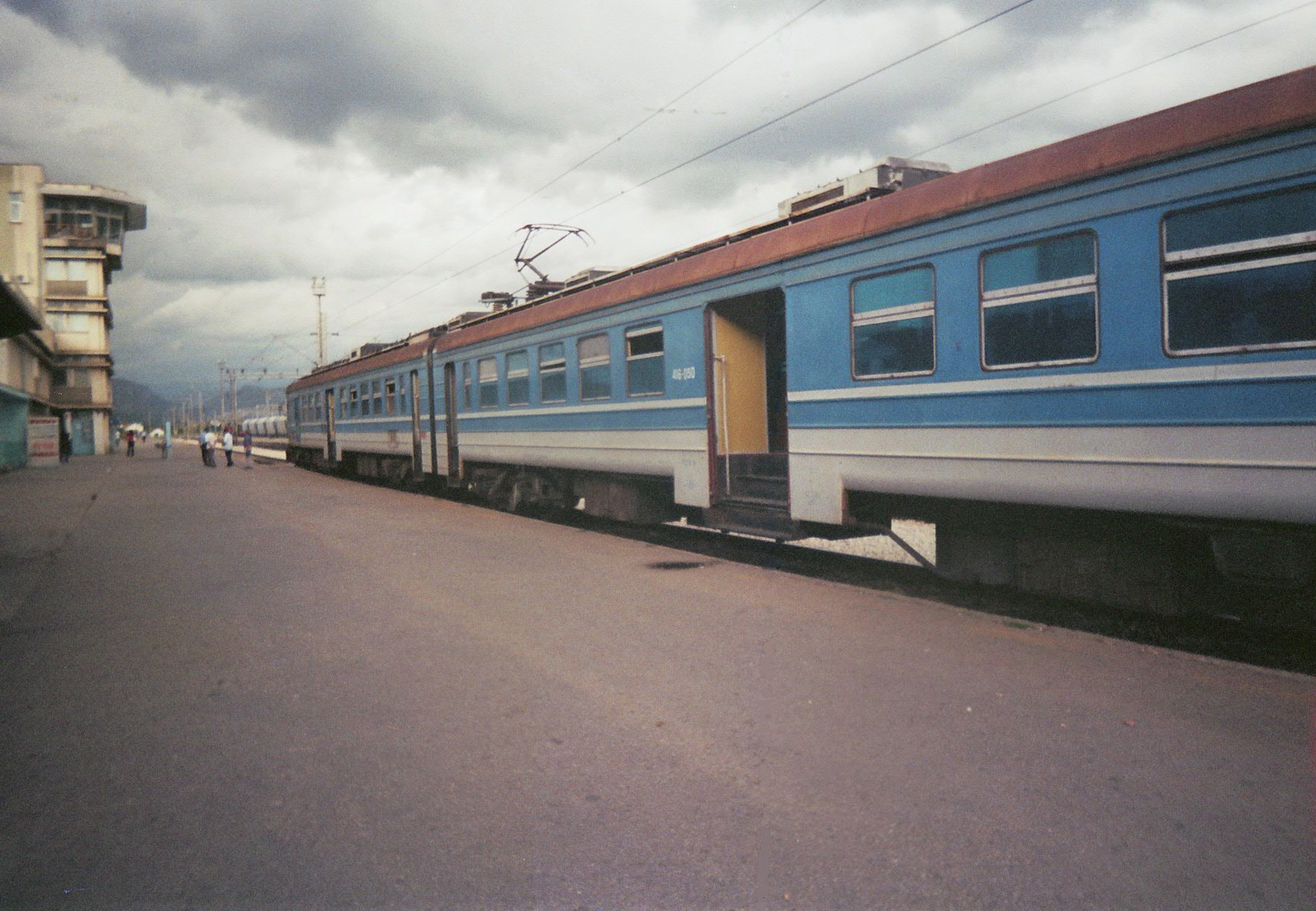
Elektrická jednotka Černohorských železnic ve starším barevném provedení v Podgorici
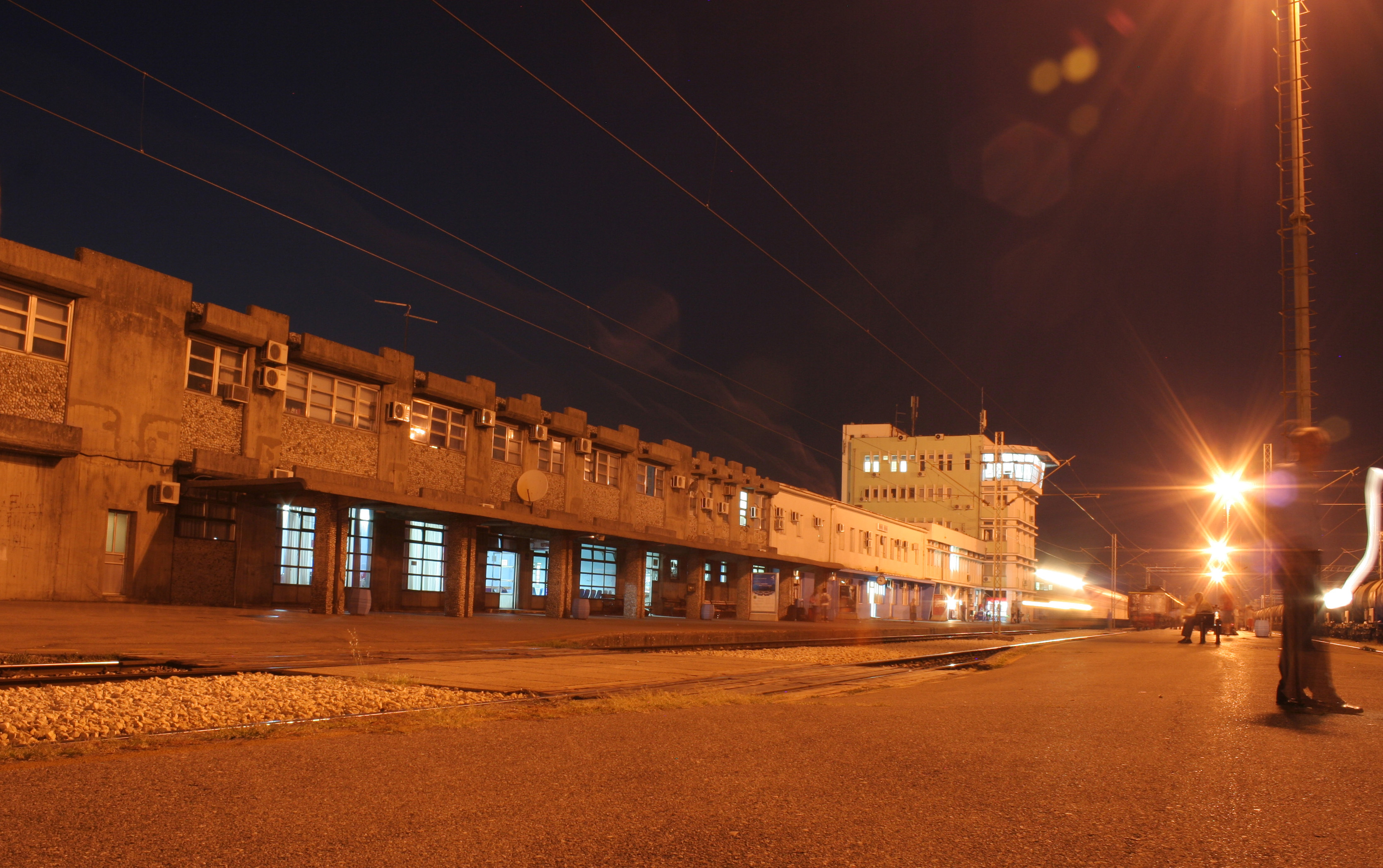
Hlavní nádraží v noci
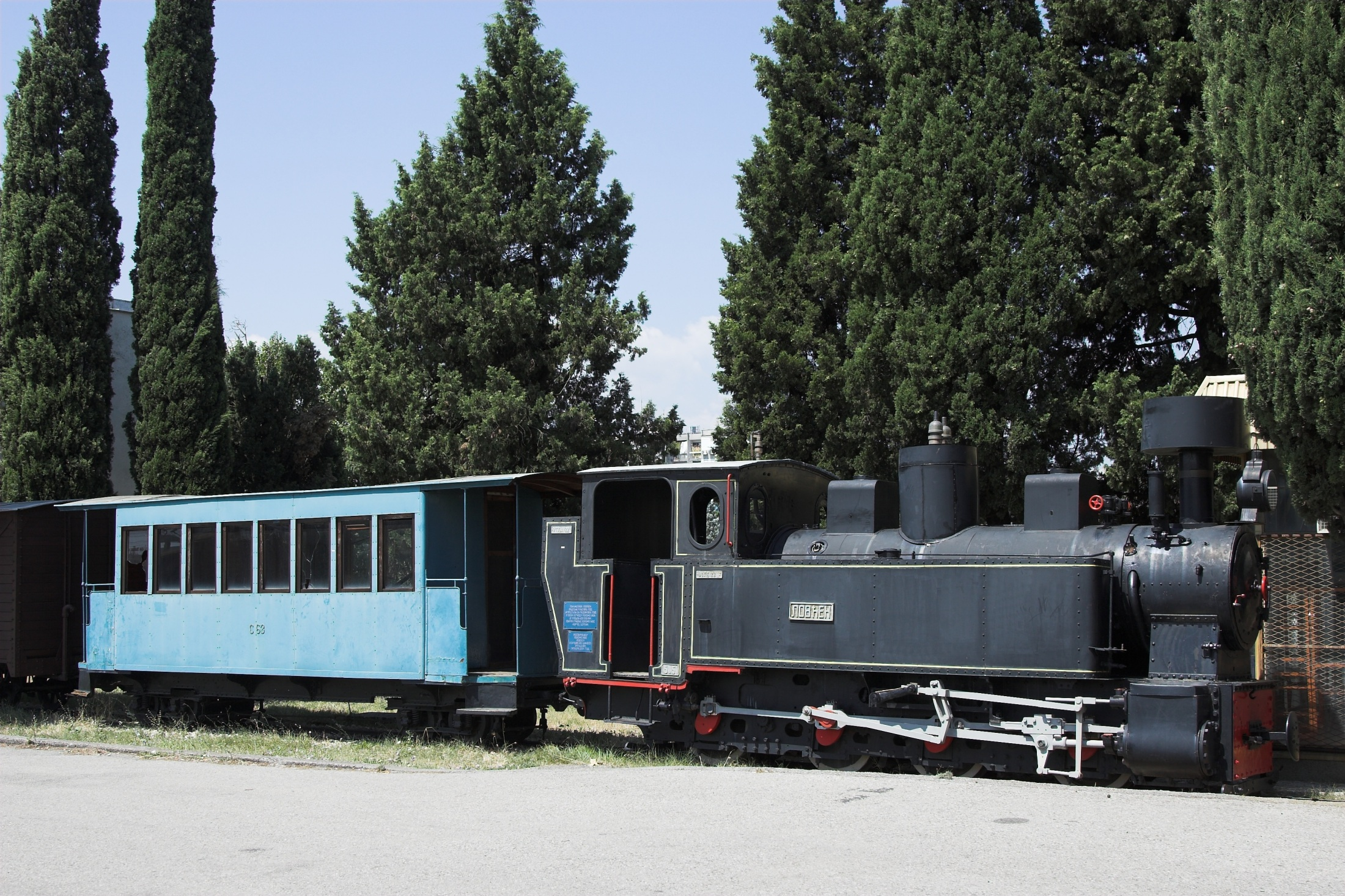
Historický model lokomotivy Lovćen na podgorickém hlavním nádraží